# Svenska mästerskapen i längdskidåkning 1961
Svenska mästerskapen i längdskidåkning 1961 arrangerades i Umeå.

## Medaljörer, resultat

### Herrar
| Gren              | Guld                                                         | Guld                                                         | Silver         | Silver   | Brons           | Brons         |
| 15 km             | Sixten Jernberg                                              | Lima IF                                                      | Assar Rönnlund | IFK Umeå | Melcher Risberg | Hammerdals IF |
| 30 km             | Sixten Jernberg                                              | Lima IF                                                      | Assar Rönnlund | IFK Umeå | Sture Grahn     | Lycksele IF   |
| 50 km             | Sixten Jernberg                                              | Lima IF                                                      | Assar Rönnlund | IFK Umeå | Lennart Larsson | SK Järven     |
| Stafett 3 x 10 km | Oxbergs IF (Lennart Olsson, Åke Stenkvist, Per-Erik Larsson) | Oxbergs IF (Lennart Olsson, Åke Stenkvist, Per-Erik Larsson) |                |          |                 |               |
| Lagtävling 15 km  | Oxbergs IF                                                   | Oxbergs IF                                                   |                |          |                 |               |
| Lagtävling 30 km  | Lima IF                                                      | Lima IF                                                      |                |          |                 |               |
| Lagtävling 50 km  | Oxbergs IF                                                   | Oxbergs IF                                                   |                |          |                 |               |

### Damer
| Gren             | Guld                                                    | Guld                                                    | Silver           | Silver      | Brons            | Brons      |
| 5 km             | Barbro Martinsson                                       | Skellefteå SK                                           | Toini Gustafsson | IFK Likenäs | Britt Strandberg | Edsbyns IF |
| 10 km            | Britt Strandberg                                        | Edsbyns IF                                              | Toini Gustafsson | IFK Likenäs | Märta Norberg    | Vårby IK   |
| Stafett 3 x 5 km | Edsbyns IF (Britt Strandberg, Karin Wallberg, Gun Ädel) | Edsbyns IF (Britt Strandberg, Karin Wallberg, Gun Ädel) |                  |             |                  |            |
| Lagtävling 5 km  | Edsbyns IF                                              | Edsbyns IF                                              |                  |             |                  |            |
| Lagtävling 10 km | Edsbyns IF                                              | Edsbyns IF                                              |                  |             |                  |            |

### Webbkällor
- Svenska Skidförbundet